# Municipio de Burton (Misuri)
El municipio de Burton (en inglés: Burton Township) es un municipio ubicado en el condado de Howard en el estado estadounidense de Misuri. En el año 2010 tenía una población de 173 habitantes y una densidad poblacional de 2,2 personas por km².

## Geografía
El municipio de Burton se encuentra ubicado en las coordenadas 39°14′55″N 92°37′3″O / 39.24861, -92.61750. Según la Oficina del Censo de los Estados Unidos, el municipio tiene una superficie total de 78.51 km², de la cual 78,23 km² corresponden a tierra firme y (0,36 %) 0,28 km² es agua.

## Demografía
Según el censo de 2010, había 173 personas residiendo en el municipio de Burton. La densidad de población era de 2,2 hab./km². De los 173 habitantes, el municipio de Burton estaba compuesto por el 96,53 % blancos, el 0,58 % eran afroamericanos y el 2,89 % eran de una mezcla de razas. Del total de la población el 0 % eran hispanos o latinos de cualquier raza.